# Strandpromenaden, Nacka

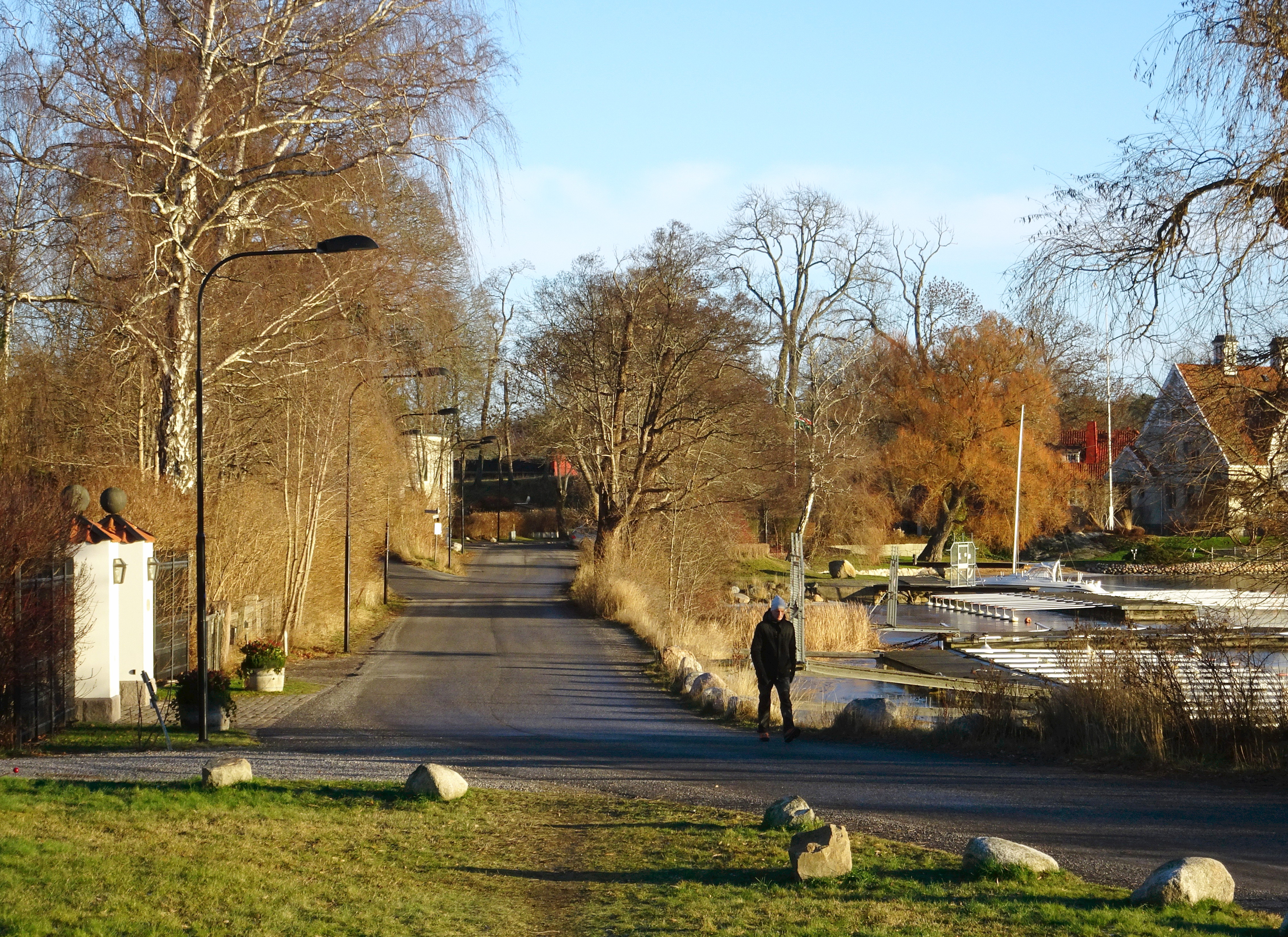
Strandpromenaden österut vid Nedre Duvnäs, 2021.

Strandpromenaden är en gata i Saltsjö-Duvnäs i Nacka kommun. Den sträcker sig längs Duvnäsviken och Skurusundet från Saltsjö-Duvnäs station i väster till Saltsjö Dufnäs Marina i norr.

## Beskrivning
En föregångare till dagens Strandpromenaden framgår redan på en karta över Sicklaön från 1690 som då avser en landsväg vilken sträckte sig från Duvnäs gård längs Duvnäsviken västerut. På 1700-talet fortsatte vägen öster och norrut till Duvnäs holme och det där befintliga Duvnäs tegelbruk. 
Strandpromenaden i sin nuvarande sträckning fastställdes på Saltsjö-Duvnäs första stadsplan som går tillbaka till Plan för Saltsjö-Dufnäs Villastad upprättad 1907 av arkitekt Per Olof Hallman på uppdrag av AB Saltsjö-Duvnäs Villatomter. Går man längs med Strandpromenaden anar man att man rör sig en gammal kulturbygd. Bebyggelsen vid Strandpromenaden representerar ett tvärsnitt av Duvnäs historia från medeltiden till idag. 
Där Strandpromenaden svänger norrut vid radhusområdet Röda Raden återfinns fornminnet med RAÄ-nummer: Nacka 65:1.
Det är en liten kulle, kallad Duvnäsplattformen, där det kan finnas lämningar efter Duvnäs gårds äldsta kända bebyggelse. De äldsta bevarade byggnader vid eller i närheten av Strandpromenaden härrör från 1700-talets mitt, bland dem Nedre Duvnäs, Övre Duvnäs och Gamla Prästgården samt mjölnarstugan som hörde till Duvnäs kvarn. Här bedrev skotten Robert Finlay på 1750-talet en industriell verksamhet som bland annat omfattade en nålfabrik, ett tegelbränneri, en kvarn och ett brännvinsbränneri.

### Intressanta byggnader (urval)

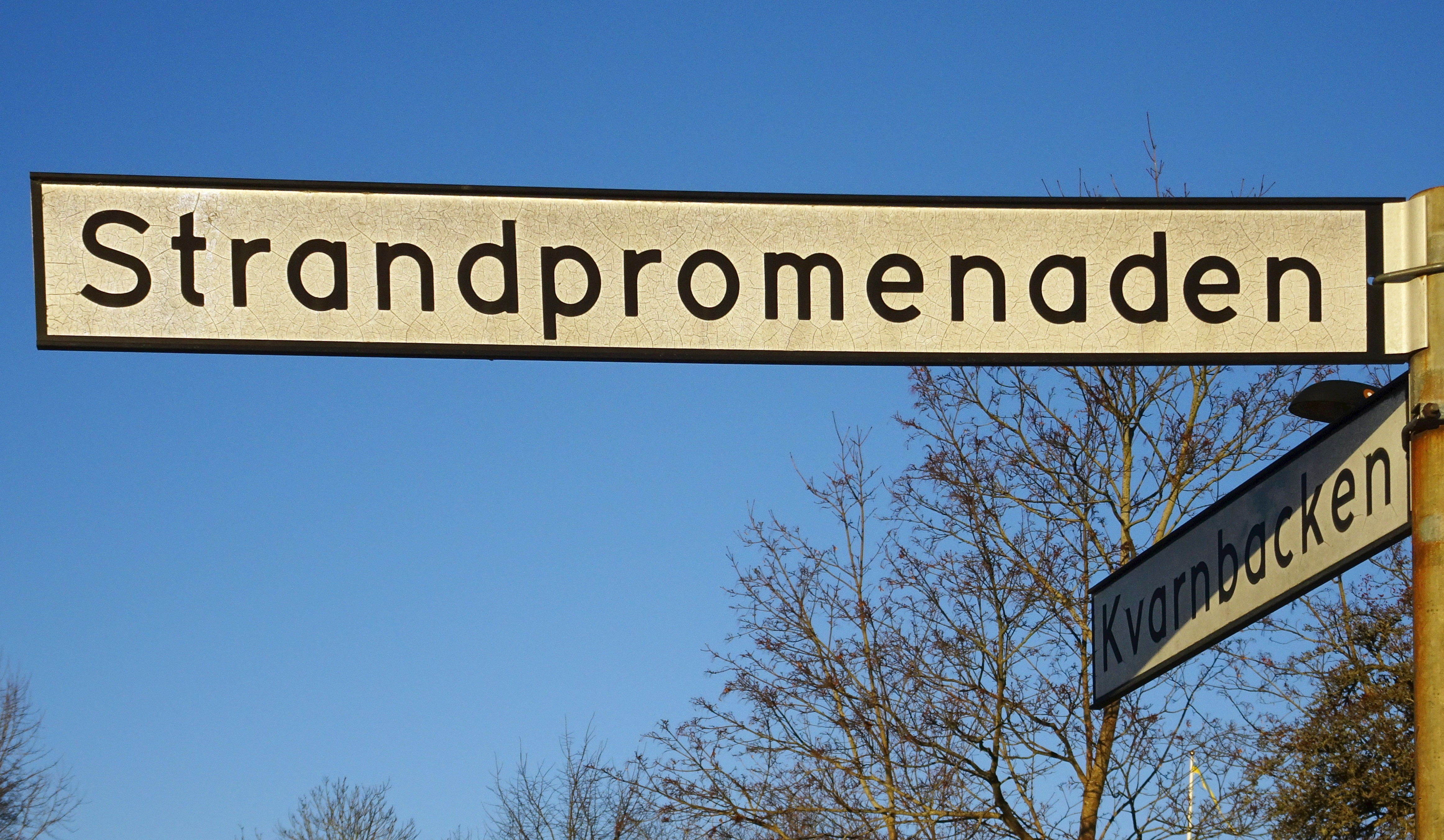
Strandpromenaden vid Kvarnbacken.

- Nr 1: Villa från 1896, sedan 2017 plats för Afghanistans ambassad i Stockholm.
- Nr 2: Majgården från 1910, arkitekt okänd.
- Nr 3: Villa Sjögren från 1911, arkitekt Höög & Morssing.
- Nr 4: Gamla Prästgården från olika tider, kan innehålla Duvnäs gårds äldsta delar.
- Nr 6: Villa Öhman från 1929, arkitekt Sven Markelius, sedan 1970 residens för Kenyas ambassadör i Stockholm.
- Nr 11: Nedre Duvnäs från 1750-talet, ursprungligen fabrik.
- Nr 27–59: Röda Raden, radhusområde från 1965, arkitekt ELLT arkitektkontor.
- Nr 61: Olle Nymans ateljé, första delen från 1973, arkitekt Nils Tesch.
- Nr 63: Långa Raden, en tidigare ladugård tillhörande Duvnäs gård, numera ombyggd till bostadshus.

### Bilder

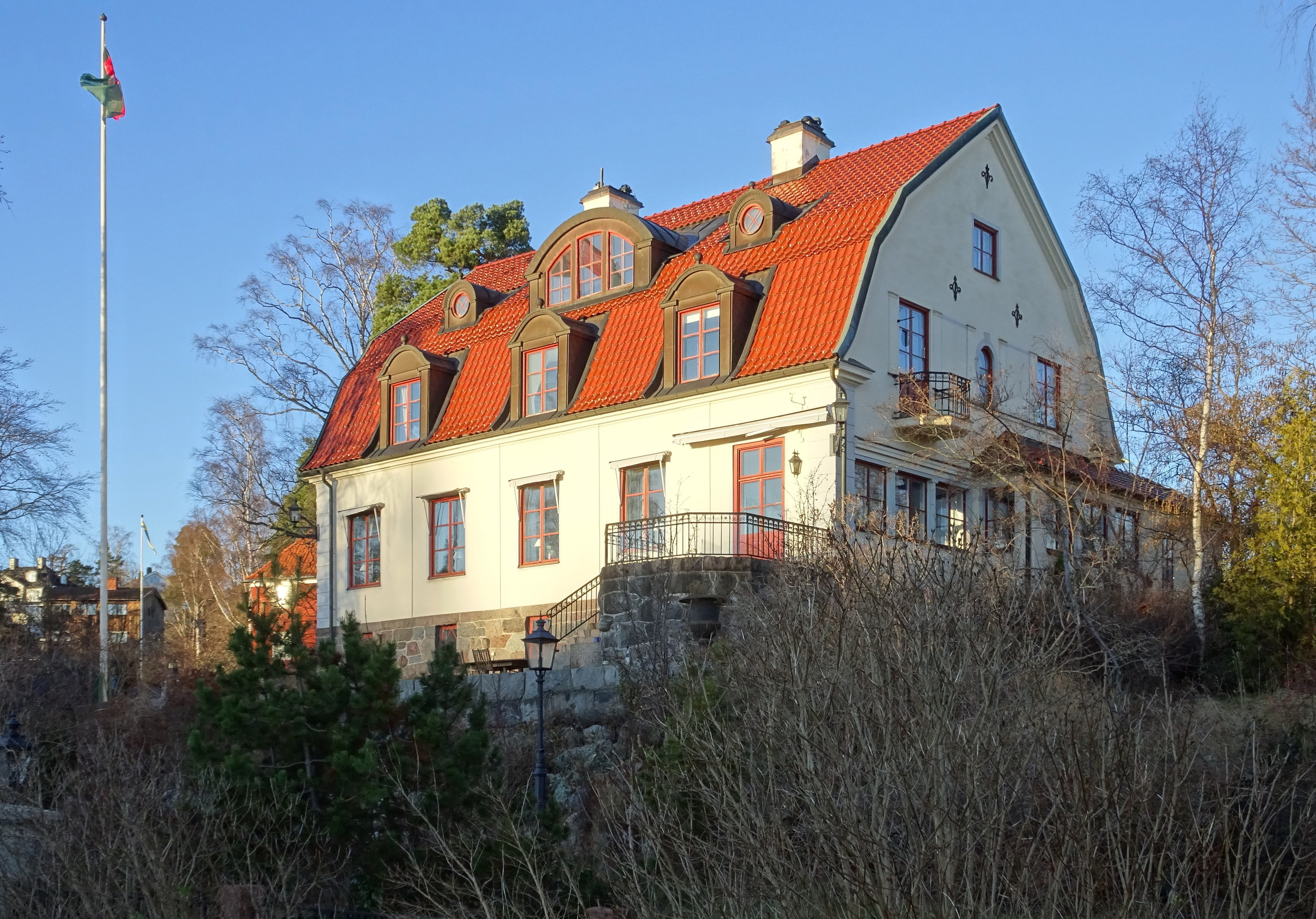
Nr 1, Afghanistans ambassad i Stockholm.
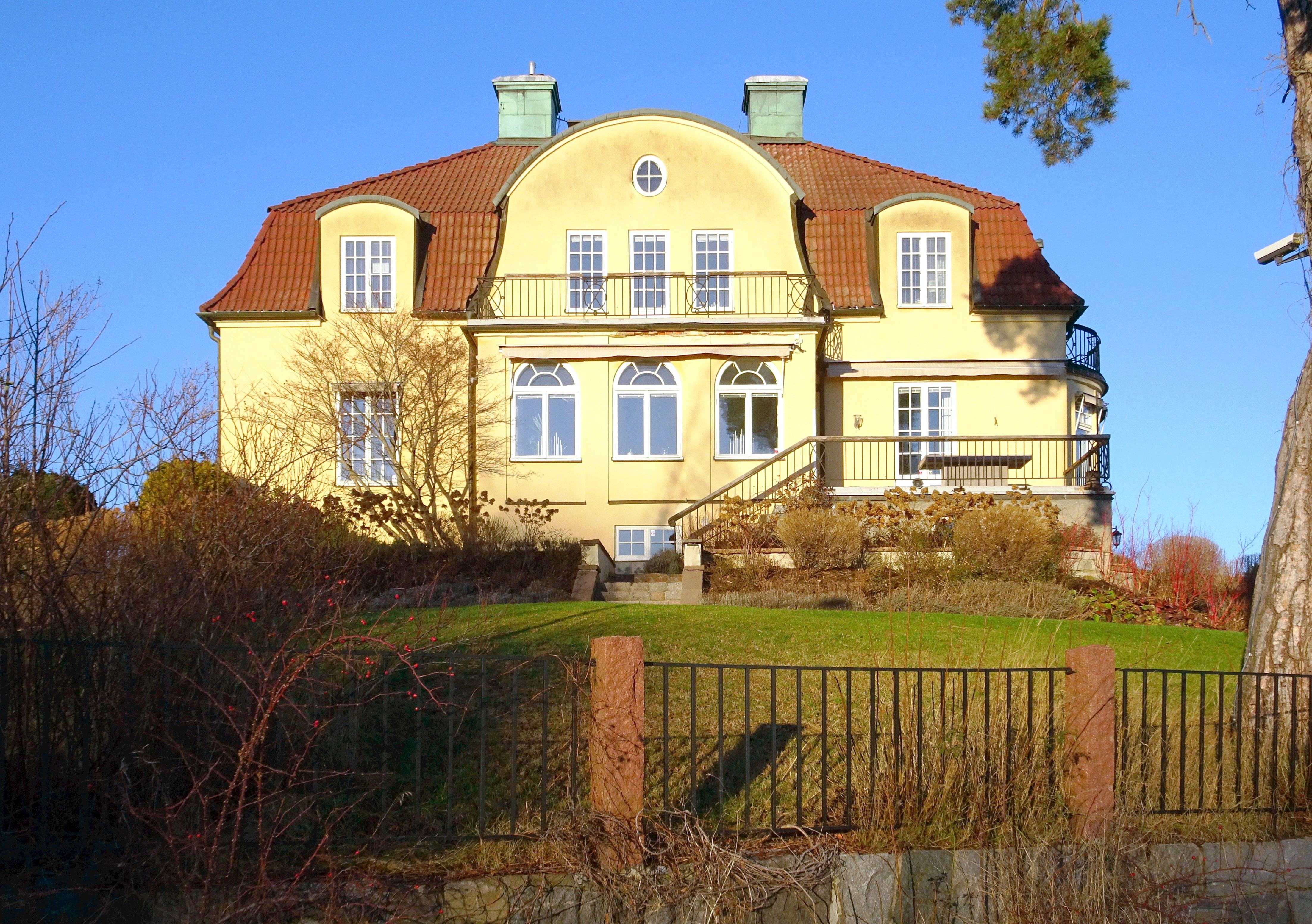
Nr 3, Villa Sjögren.
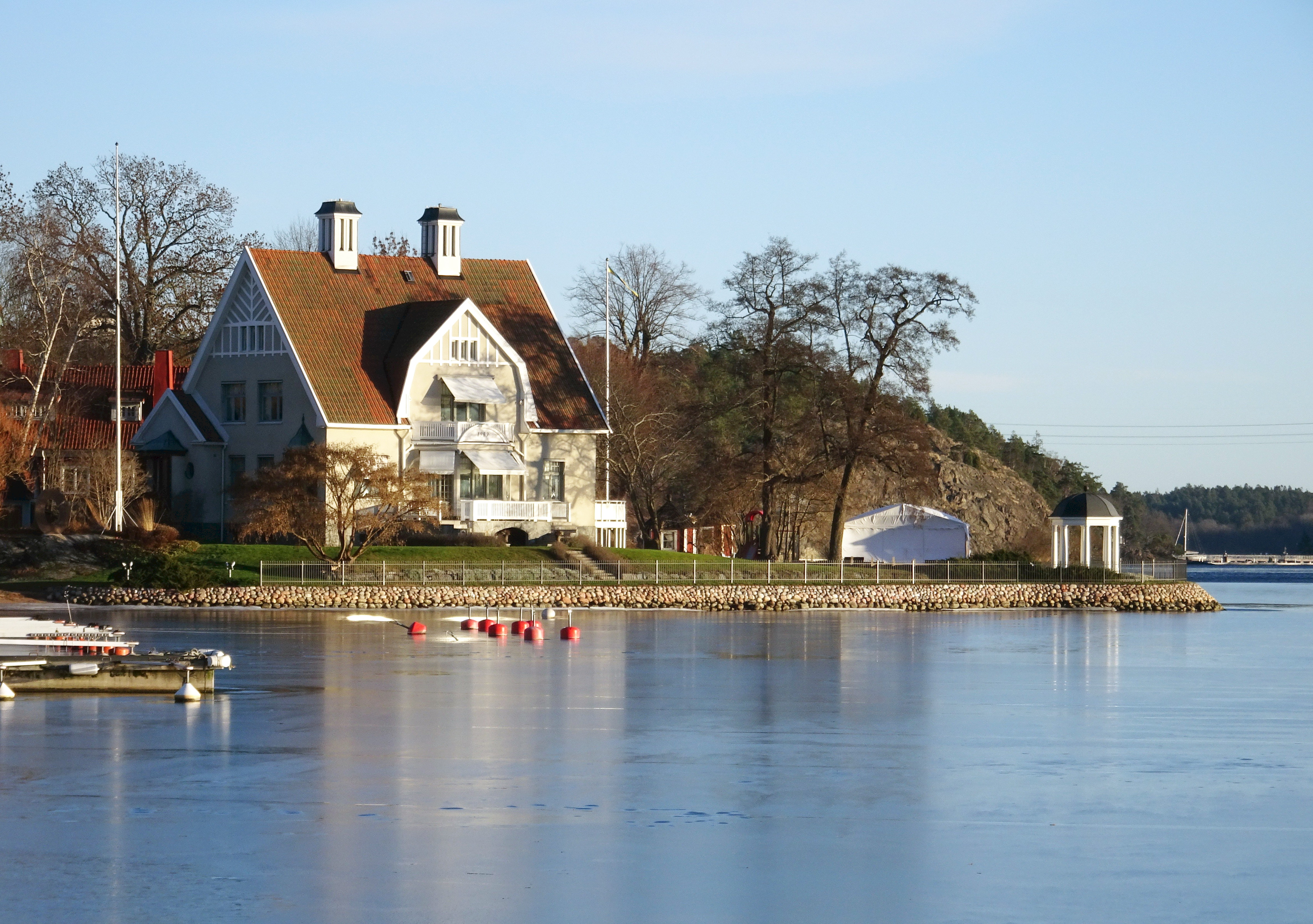
Nr 2, Majgården.
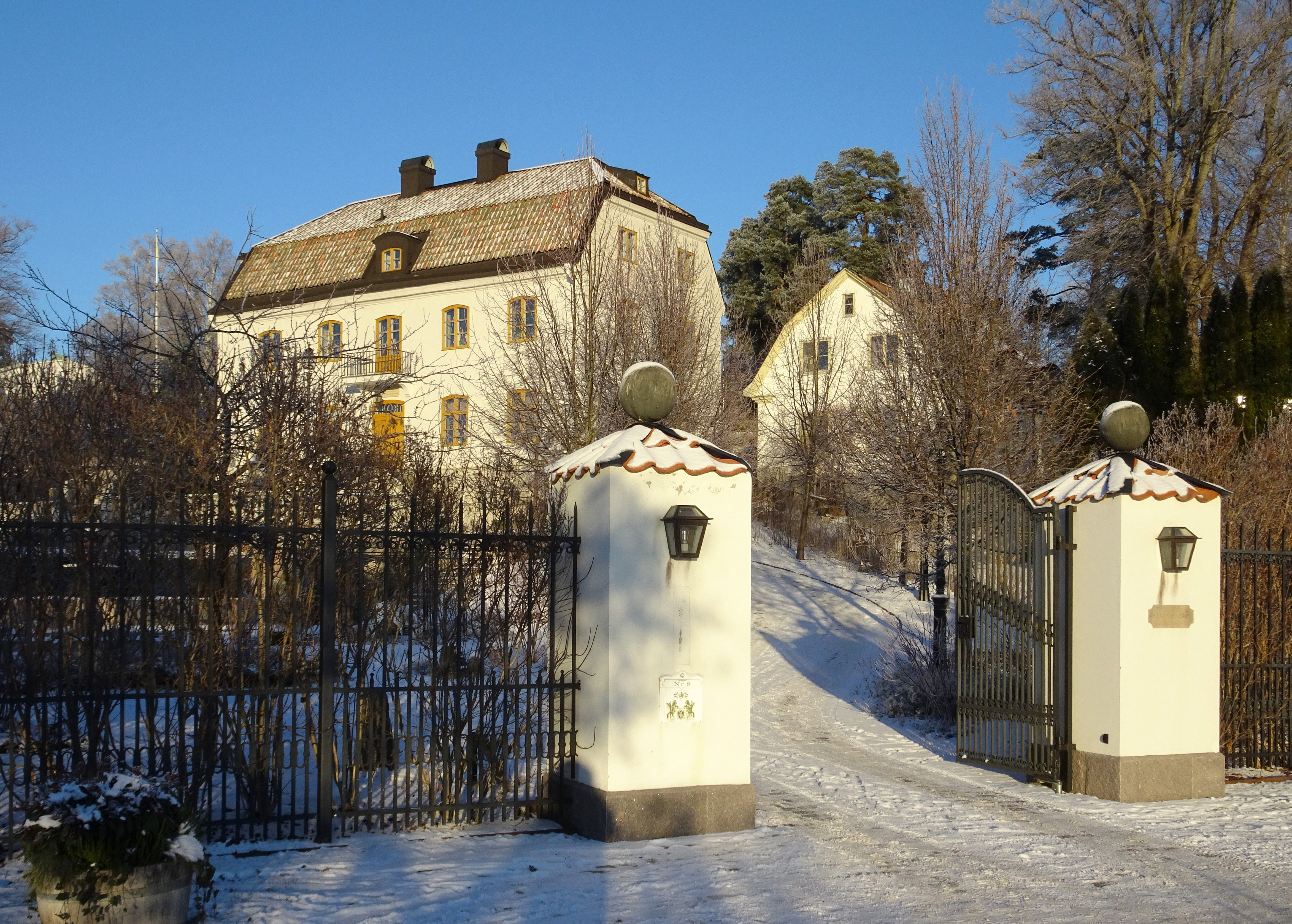
Nr 11, Nedre Duvnäs.

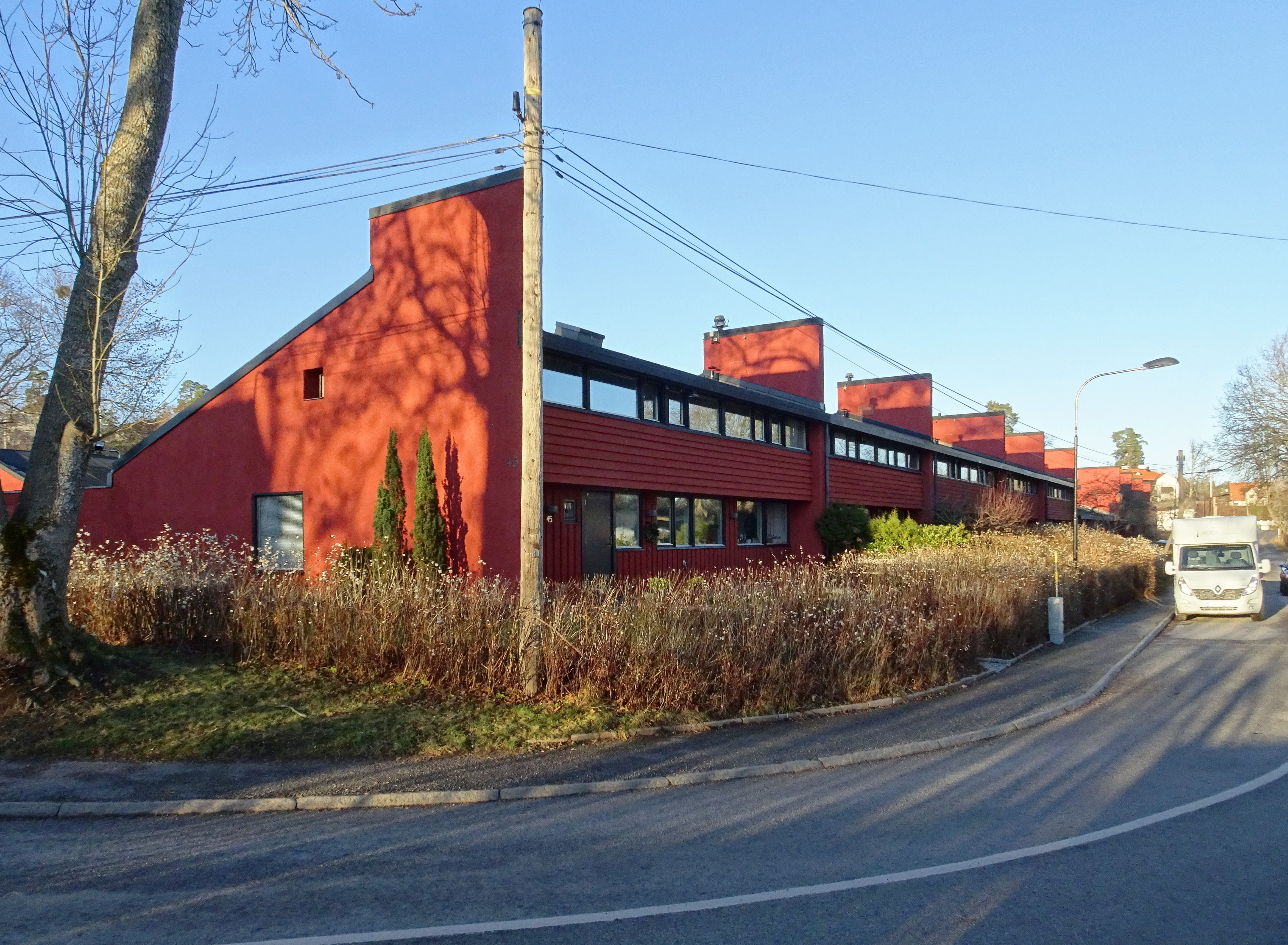
Nr 27–59, Röda Raden.
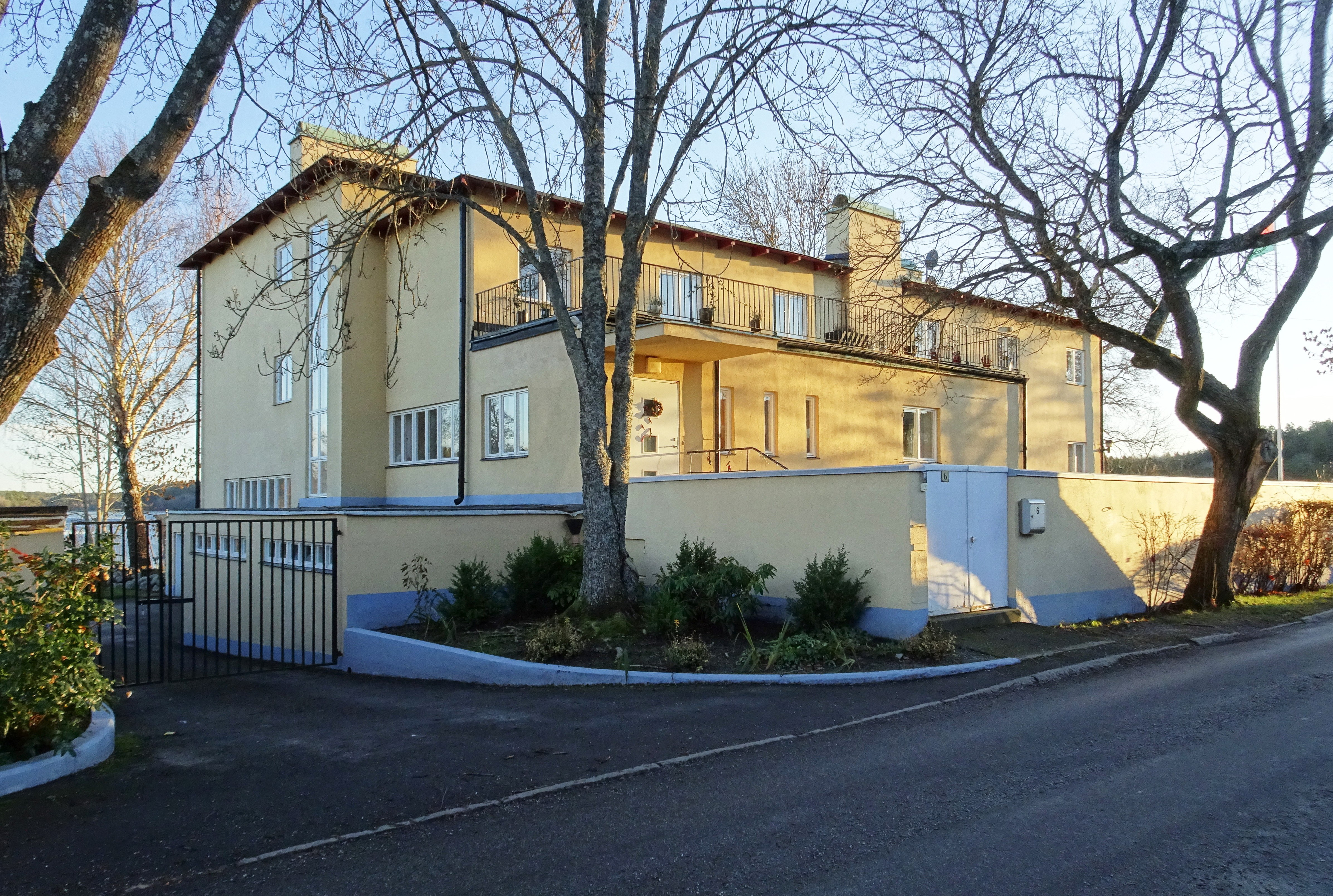
Nr 6, Villa Öhman.
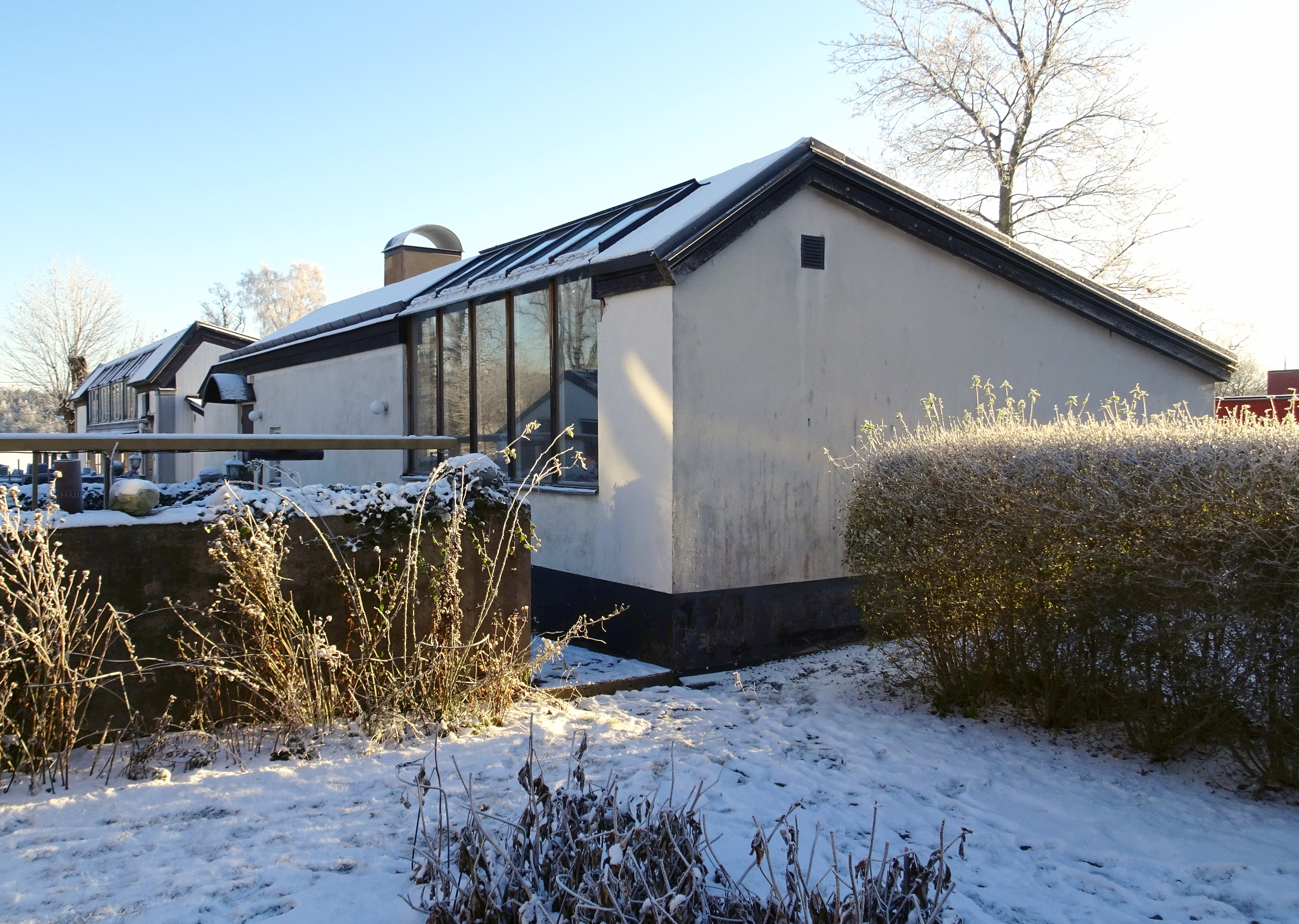
Nr 61, Olle Nymans ateljé.
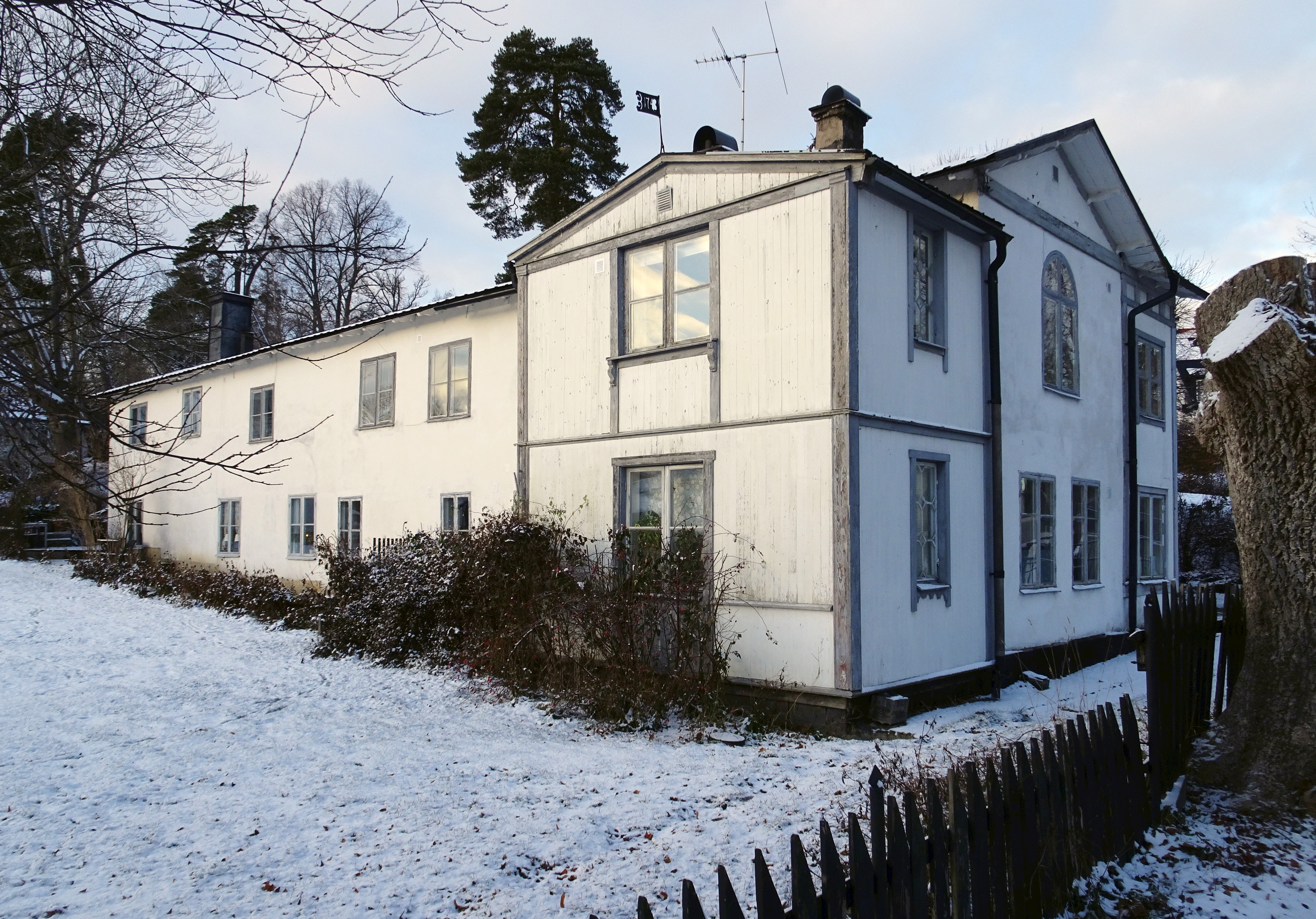
Nr 63, Långa Raden.